# Merdiko Rejo
Merdiko Rejo is een bestuurslaag in het regentschap Sleman van de provincie Jogjakarta, Indonesië. Merdiko Rejo telt 6014 inwoners (volkstelling 2010).